# Wasserturm Bocholt

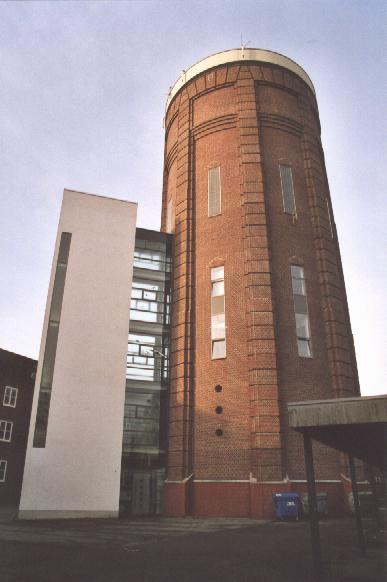
Der Wasserturm Bocholt 2004

Der Wasserturm Bocholt wurde 1913 in Betrieb genommen und diente bis Oktober 2004 als Trinkwasserspeicher zur Trinkwasserversorgung der Stadt Bocholt. Eigentümer ist die BEW (Bocholter Energie- und Wasserversorgung GmbH), eine Tochter der Stadtwerke Bocholt. Das Gebäude wurde vom Architekten Alfred Hensen entworfen und steht seit 1984 unter Denkmalschutz. Um die Jahrtausendwende wurde er zweimal umgebaut und wird heute durch die Albert-Schweitzer-Realschule als Klassenraum und durch das Berufskolleg am Wasserturm als Veranstaltungsraum  genutzt.

## Beschreibung
Der Turm ist 42,57 m hoch, sein Durchmesser beträgt im Sockelbereich 15,25 m, an der Mauerkrone 16,60 m. Der zylindrische Baukörper besteht komplett aus Mauerwerk aus Backstein. Der Behälter liegt auf einem Mauersims in 32,05 m Höhe auf. Es handelt sich um einen Hängebodenbehälter, der oben offen ist. Er ist aus geformten Stahlplattenelementen zusammengesetzt, die durch heiß eingebrachte Nieten verbunden wurden. Der Behälter  besteht aus zwei ineinanderliegenden Kesseln, die einzeln befüllt und entleert werden können. Das Gesamtvolumen beträgt 1000 m³, also 1.000.000 Liter. Die Höhe des Wasserspiegels liegt bei 38,00 m.
Diese Art der Konstruktion war um die Jahrhundertwende durchaus üblich, der Wasserturm in Mülheim a. d. Ruhr-Styrum z. B. ist ganz ähnlich aufgebaut.  Wassertürme dieser Zeit unterscheiden sich sowohl in Hinblick auf die Behälter als auch in ihrer äußeren Erscheinung. Der Bocholter Wasserturm ist in seiner Form und formalen Ausgestaltung ein Unikat.

## Geschichte
Bis weit ins Industriezeitalter hinein gab es in Bocholt keine zentrale Trinkwasserversorgung, die Bevölkerung benutzte Brunnen. 1901 ergab eine Untersuchung, dass von 34 Brunnen im Stadtgebiet nur fünf genießbares Wasser hatten. Infolgedessen nahm man 1906 die Arbeiten an einer zentralen, öffentlichen Trinkwasserversorgung auf. Im Jahre 1912 wurde im Ortsteil Mussum ein Wasserwerk in Betrieb genommen, im Jahre 1913 der Wasserturm. Der Turm wurde vom Architekten Alfred Hensen aus Münster entworfen. Ausführende Firmen waren die Eisenbaufirma H. Behrend aus Dortmund und die Firma August Vallée aus Bocholt.
Zwischen 1913 und 1945 wurde das Turmdach umgebaut, vermutlich aufgrund von Undichtigkeiten. Die Arbeiten umfassten ein neues, kegelförmiges Dach aus Stahlbeton, die Ausmauerung der oberen Blindfenster in Kesselhöhe und das Vermauern der Öffnungen unterhalb des Kessels. Da die historischen Pläne im Stadtarchiv Bocholt bei Bombenangriffen 1945 verbrannt sind, ist das alte Turmdach lediglich auf einigen Fotos dokumentiert.
Am 4. Juli 1984 wurde der Wasserturm unter Denkmalschutz gestellt, der Eintrag lautet: Ein dreigeschossiger zylindrischer Wasserturm aus Backsteinmauerwerk von dem Münsteraner Architekten Alfred Hensen entworfen. Der schlichte Bau mit Lisenengliederung aus Quaderimitation und Schlitzfenstern in den unteren Geschossen. Das obere Geschoss ist als Halbgeschoss durch ein Gesims abgesetzt. Das flachgeneigte Kegeldach verdeckt durch einen Ringanker aus Beton, darunter ein Gesims aus scheitrechten Bögen wieder in Quaderimitation. Der Wasserturm bildet einen unerlässlichen Blickpunkt an der Nordwest-Ecke des Benölkenplatzes.
1988 und 1996 wurden die Fassaden des Turmes instand gesetzt. 1988 erfolgte eine komplette Einrüstung zur Neuverfugung und Hydrophobierung des Mauerwerks. Im Rahmen dieser Bauarbeiten wurden auch die ersten Mobilfunkantennen angebracht. Schon acht Jahre später erfolgte eine erneute Mauerwerkssanierung.

### Umbau 1998
Es gab schon einige Zeit Überlegungen, die unteren Geschosse des Turmes zu nutzen. Im Frühjahr 1997 wurde das Architekturbüro Pfeiffer Ellermann Preckel damit beauftragt, ein Gutachten über eine neue Nutzung zu erarbeiten. Zur gleichen Zeit plante die Stadt eine Erweiterung der angrenzenden Albert-Schweitzer-Realschule um vier Klassen. Die Planung dieses Vorhabens wurde gestoppt zugunsten des Vorschlags, die fehlenden Klassenräume in dem Wasserturm einzurichten und den Turm so mit einer naheliegenden und sinnvollen Nutzung neu belegen zu können.” Die BEW kam im Dezember 1997 zu dem Ergebnis, dass der Turm auch weiterhin rentabel für die Wasserversorgung genutzt werden könne. Um die Umnutzung zu ermöglichen, mussten die zentral im Turm liegenden Leitungen an die Außenwand verlegt werden.
Der Auftrag der Stadt Bocholt wurde direkt an das Büro Pfeiffer Ellermann Preckel vergeben, da die Architekten reichhaltige Erfahrungen im Umgang mit Baudenkmälern vorweisen konnten. Das Büro vertritt den Anspruch und die Forderung, dass Maßnahmen, die wir heute durchführen, sich eindeutig als Maßnahmen unserer Zeit zu erkennen geben. (Zitat Herbert Pfeiffer) Der Bauantrag wurde im September 1997 eingereicht, die Genehmigung erfolgte im Dezember.
Die Erschließung wurde in einem separaten Turm neben dem Wasserturm untergebracht. Der neue Baukörper setzt sich durch Form und die verwendeten Materialien klar vom Bestand ab. Es handelt sich um einen weiß verputzten, kubischen Körper mit quadratischem Grundriss. Auf jeder Ebene verbinden Stege aus Stahlbeton den Erschließungsturm mit dem Wasserturm. Dieses verbindende Element ist komplett verglast und bildet eine klare Fuge zwischen Bestand und Neubau. Das äußere Erscheinungsbild des Wasserturmes blieb weitestgehend unangetastet, lediglich einige Glasbausteine im unteren Bereich wurden durch Isolierfenster ersetzt, um die Klassenräume ausreichend belichten zu können.
Im Inneren wurde eine Stahlbeton-Verbundkonstruktion eingebracht, die ein eigenständiges Tragwerk bildet. Die benötigten Stahlteile mussten durch die bestehenden Öffnungen eingeführt und per Hand montiert werden. Auf zwei neu eingezogenen Ebenen (1. und 2. OG) sind vier Klassenräume untergebracht. Für das Erdgeschoss wurde über eine Nutzung als Multifunktionsraum nachgedacht, aber zunächst nicht konkret geplant. Die Beheizung der Räume erfolgt durch eine Fußbodenheizung und ein Temperiersystem, dessen Heizstränge im Bereich der Fenster unter Putz verlegt sind. Die Innenwände des Turmes sind weiß gestrichen, die Trennwände zwischen den Klassen und zum Vorraum hin sind in Leichtbauweise aus Gipskarton errichtet. Der Fußbodenbelag ist aus Schallschutzgründen Teppichboden. Der neue Erschließungsturm ist eine Massivkonstruktion aus Stahlbeton und Kalksandstein.
Nach sieben Monaten Bauzeit wurden die Klassenräume im August 1998 in Betrieb genommen.

### Ausbau Erdgeschoss 2002
Für das Erdgeschoss waren schon diverse Nutzungen angedacht worden, doch die Räumlichkeiten waren für die meisten Nutzungen zu klein. Schließlich gab es 1998 die Idee, den Raum als Multifunktionsraum für das „Berufskolleg am Wasserturm“ zu verwenden. Den innenräumlichen Entwurf erstellte Dipl.-Ing. Klemens Hüls aus Münster. Drei verschiedene Nutzungsvarianten wurden geplant: als Bühne, als Ausstellungsraum und Tagungsraum.
Der Bauantrag wurde am 18. September 2000 eingereicht, der Baubeginn erfolgt im August 2001. Die Bauleitung hatten die Architekten schönborn + wiedenbrück aus Hamminkeln. Die Kosten teilten sich ein Förderverein, die Stadt Bocholt als Eigentümer des Gebäudes und der Kreis Borken als Träger der Schule. Die Einweihung erfolgte am 30. Januar 2002.
Der Hauptraum bietet bis zu 99 Personen Platz. Zwei Nebenräume beinhalten Lüftungsanlage und Abstellmöglichkeiten. Auf neue Öffnungen wurde verzichtet, so dass der Raum ausschließlich künstlich beleuchtet wird. Die Belüftung erfolgt ausschließlich über die Lüftungsanlage, für die neue Öffnungen in der historischen Hülle gebohrt werden mussten. Als zweiter Fluchtweg dient ein neuer Durchbruch zum 1998 angebauten Erschließungsturm.

### Stilllegung 2004
Wohnlagen oder Hochhäuser mit über 38 Metern mussten mit Druckerhöhungsanlagen versorgt werden. Auch Außenbezirke mussten mit zusätzlichen Pumpen versorgt werden, weil durch Reibungsverluste auf weiten Rohrstrecken ein Druckverlust auftritt. Diese Infrastruktur des Trinkwassernetzes wurde weiter ausgebaut, so dass schließlich im gesamten Stadtgebiet drehzahlgeregelte Pumpen für Druck im Trinkwassernetz sorgten.
Seit dem Jahr 2000 wurde das Netz tagsüber ohne den Turm betrieben. Er diente nur noch als Trinkwasserspeicher, nicht mehr als Ausgleichsbehälter. Nur noch nachts wurde er an das Netz angeschlossen, um das Wasser auszutauschen. Da eine Sanierung des Kessels des Wasserturmes sehr aufwendig und kostspielig gewesen wäre, entschloss sich die Betreiberin schließlich, den Wasserturm im Oktober 2004 stillzulegen.